# Dirk Erreygers
Dirk Erreygers (18 juli 1960) is een Belgisch advocaat en voormalig politicus voor de CVP / CD&V.

## Levensloop
Hij studeerde rechten aan de Katholieke Universiteit Leuven, alwaar hij in 1983 als licentiaat afstudeerde.
Hij werd een eerste maal verkozen bij de lokale verkiezingen van 1988 te Kalmthout. Onmiddellijk werd hij benoemd tot eerste schepen onder burgemeester Adriaan Van Hooydonck. Deze volgde hij op in april 1992. Hij bleef burgemeester tot 2000. In 2006 verliet hij de politiek.